# Holmfirth
Holmfirth ist eine Stadt an der Woodhead Road (A6024) im Holme Valley im Metropolitan Borough Kirklees, West Yorkshire, England. Angesiedelt rund um die Mündung des River Ribble in den River Holme liegt Holmfirth etwa zehn Kilometer südlich von Huddersfield und zwanzig Kilometer nordöstlich von Glossop. Es besteht hauptsächlich aus in die Pennines gebauten Steinhäusern. Der Peak District National Park um Holme Moss liegt etwa sechs Kilometer südlich der Stadt.
Früher war Holmfirth Teil des West Riding of Yorkshire und ein Zentrum der frühen englischen Filmindustrie. Das Filmproduktionsunternehmen Bamforth & Co Ltd, das sich später auf die Herstellung von Kitschpostkarten verlegte, war hier ansässig. Zwischen 1973 und 2010 war Holmfirth und das Holme Valley Drehort der erfolgreichen BBC-Serie Last of the Summer Wine.

## Geschichte
Der Name Holmfirth leitet sich aus dem altenglischen holegn (dt. heilig) im Namen von Holme, West Yorkshire und dem mittelenglischen frith (dt. Holz, Wald) ab, bedeutet also "Der Wald bei Holme".
Die Stadt entstand im 13. Jahrhundert um eine Getreidemühle herum. Dreihundert Jahre später wuchs Holmfirth schnell durch einen aufstrebenden Textilhandel und den steigenden Abbau von Schiefer und anderem Gestein in den umliegenden Steinbrüchen. 1778 wurde die heutige Pfarrkirche erbaut, nachdem die 1476 errichtete Kirche durch eine Flut im Jahr zuvor weggeschwemmt worden war. 1850 eröffnete der Bahnhof an der Strecke der Lancashire and Yorkshire Railway Company.
Den Gefallenen des Ersten und Zweiten Weltkriegs aus dem Ort wird durch das Holme Valley War Memorial vor dem Holme Valley Memorial Hospital gedacht.

### Bamforth & Co
Holmfirth war der Sitz des Unternehmens Bamforth & Co., das weltweit für die Herstellung schlüpfriger Postkarten bekannt war. Zur Zeit um den Ersten Weltkrieg produzierte die Firma allerdings noch gesittetere Postkarten. Die ehemalige Druckerei der Firma in der Station Road ist heute ein Wohnhaus. Bamforth gehörte zu den frühen Pionieren der Filmproduktion, bevor es dieses Geschäft zugunsten der Postkartenproduktion aufgab. Während der frühen 1900er Jahre war Holmfirth für die dorther stammenden Filmproduktionen bekannt. Zwischen 1898 und 1900 sowie zwischen 1913 und 1915 produzierte Bamforth & Co eine – laut British Film Institute bescheidene, aber historisch bedeutungsvolle – Auswahl von Filmen.

### Überschwemmungen
Es gab mehrfach Überschwemmungen im Holme Valley, die auch Holmfirth und andere Siedlungen im Tal betrafen. Die älteste schriftlich festgehaltene Überschwemmung in Holmfirth erfolgte 1738 und die letzte fand 1944 statt. Die schwerste Überflutung erfolgte am 5. Februar 1852 als der Damm des Bilberry Reservoir brach und 81 Menschen in den Tod riss. Nach einem schweren Sturm 1777 trat der River Holme über die Ufer und riss Menschen und Häuser mit sich. Dabei wurden drei Menschen getötet. Die 1476 erbaute Kirche wurde ebenfalls von den Wassermassen weggerissen. 1821 ließ ein Sturm den Fluss ein weiteres Mal über die Ufer treten. Die Überflutung in der Nacht des 29. Mai 1944 erregte kein nationales Aufsehen, da sie durch den D-Day in der folgenden Woche überschattet wurde.

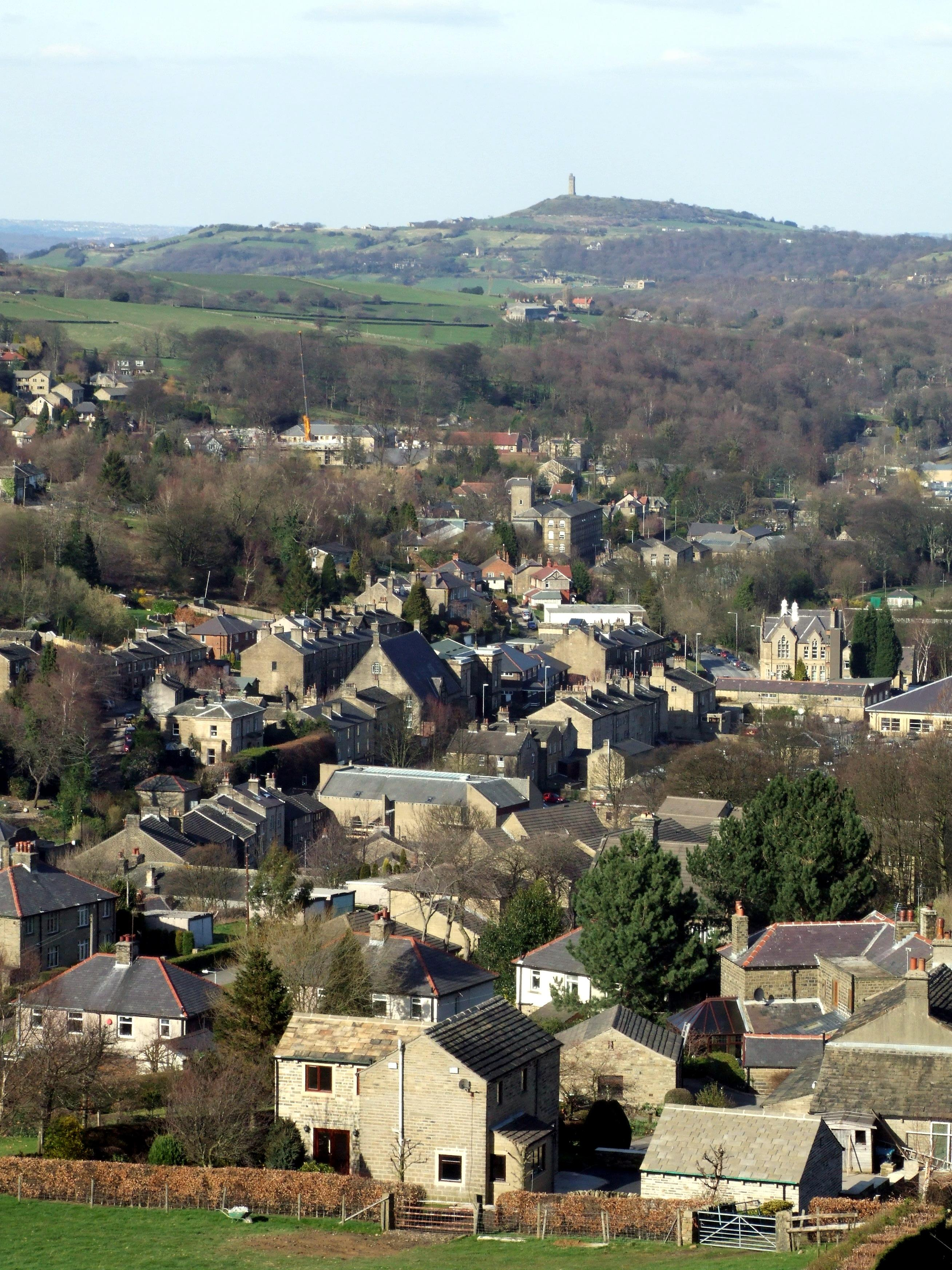
Blick über Holmfirth
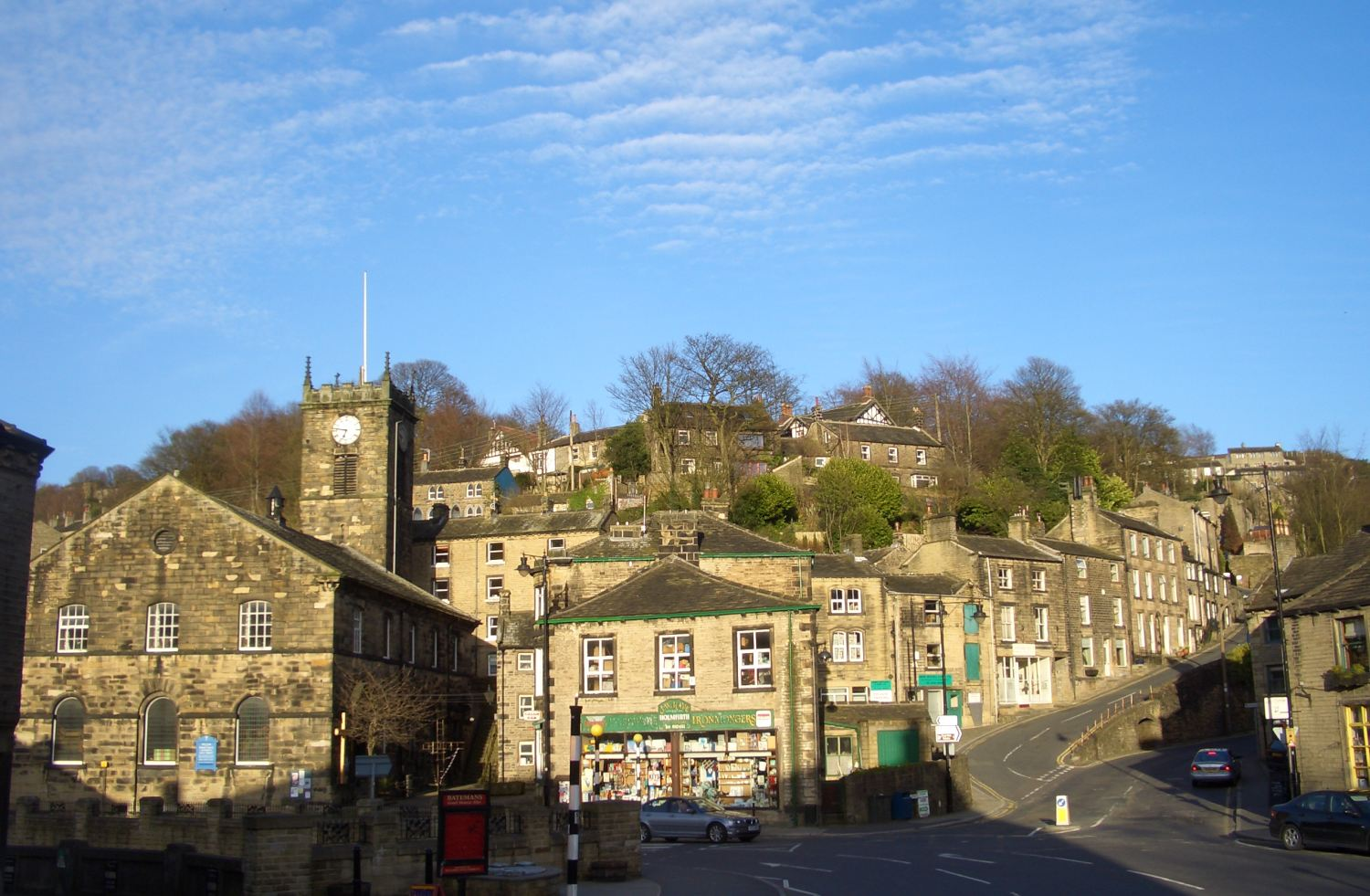
Pfarrkirche in Holmfirth
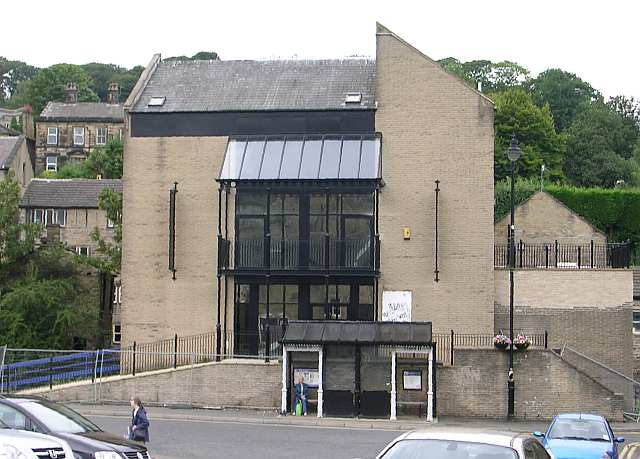
Ehemaliger Supermarkt über dem River Holme

## Innenstadt
Holmfirth und die umliegende Landschaft sind die Kulisse für die BBC-Comedyserie Last of the Summer Wine. Jedes Jahr pilgern tausende Touristen nach Holmfirth, um sich die Orte und die Landschaft anzusehen, die sie aus dem Fernsehen kennen. Die Fernsehserie Where the Heart Is wurde ebenfalls in der Gegend gedreht.
Anfang der 1970er Jahre baute das Handelsunternehmen Lodge einen Supermarkt in der Stadtmitte direkt über den Holme, der von BBC Radio 1 DJ Tony Blackburn eröffnet wurde. Das Unternehmen Co-operative Retail Services – heute Teil der The Co-operative Group – kaufte das Gebäude in den 1990er Jahren. Nachdem das Unternehmen rund zwei Millionen Pfund Sterling in einen neuen Supermarkt für die Stadt investiert hatte, wurde das Einkaufszentrum 1997 geschlossen und stand danach längere Zeit leer. Anwohner, angeführt vom örtlichen Unternehmerverband, forderten den Abriss des Gebäudes. Nach umfangreichen Modernisierungen und Aufteilungen wird es jedoch wieder von kleineren Läden genutzt.

## Bildungseinrichtungen
Holmfirths einzige Grundschule ist die Holmfirth Junior, Infant and Nursery School in der Cartworth Road. Weitere Grundschulen befinden sich in Dörfern und Weilern in der unmittelbaren Umgebung von Holmfirth. 2017 lagen die Leistungen von 82 % der Schüler auf dem erwarteten Niveau für ihr Alter, 12 % lagen darüber. In der Holmfirth High School werden Schüler sowohl aus Holmfirth als auch aus den umliegenden Dörfern und Weilern unterrichtet. Die Schule hat 1300 Schüler in den Klassen 7 bis 11.

## Wirtschaft
Holmfirths Wirtschaft wird hauptsächlich von Landwirtschaft und Tourismus geprägt. Eine Studie unter Jugendlichen im Jahr 2013 zeigte, dass junge Erwachsene zunehmend aufgrund fehlender Perspektiven und auf der Suche nach Arbeit aus der Gegend wegziehen. Aufgrund dieser Ergebnisse wurden erfolgreich öffentliche Gelder beantragt, um Weiterbildungsmaßnahmen zu finanzieren und neue Perspektiven zu eröffnen. Durch neue Tourismusangebote wie elektronischer Buchungsmöglichkeiten und neuer Touristenunterkünfte wie bei der neuen Winzerei in Cartworth Moor wächst die Tourismusbranche in Holmfirth. 
Einer der größten Arbeitgeber des Orts ist die 1948 gegründete Longley Farm.

## Sport
Am 6. Juli 2014 führte die zweite Etappe der Tour de France von York nach Sheffield auch durch Holmfirth. Da die Veranstaltung weltweit im Fernsehen übertragen wurde, zog sie viele Menschen in den Ort. Der Fahrradverein von Holmfirth wurde 2013 gegründet und ist mit über 400 Mitglieder 2016 der am schnellsten wachsende Fahrradverein im Vereinigten Königreich.

## Verkehr

### Bahn
Bis 1965 verfügte Holmfirth über einen Bahnschluss. Eine Stichstrecke zweigte von der Strecke Penistone Line von Huddersfield nach Sheffield südlich von Brockholes ab. Vom Abzweig aus führte sie etwa drei Kilometer zunächst über eine Brücke über das Tal, dann durch den Bahnhof von Thongsbridge und schließlich am Rand des Tals entlang bis zum Bahnhof von Holmfirth, der nahe dem Stadtzentrum an der Station Road lag. Außerdem war geplant, die Strecke durch das Tal und einen Tunnel durch den Black Hill bis in die Nähe von Woodhead zu verlängern, wo sie wieder in die Strecke von Sheffield nach Manchester eingefädelt werden sollte. 1959 wurde der Personenverkehr eingestellt und die Strecke 1965 ganz stillgelegt. Das Bahnhofsgebäude und der Bahnsteig dienen heute als privates Wohnhaus. Andere Teile des Streckengeländes wurden verkauft und ebenfalls mit Wohnhäusern bebaut. Die Brücke wurde abgerissen.

### Bus

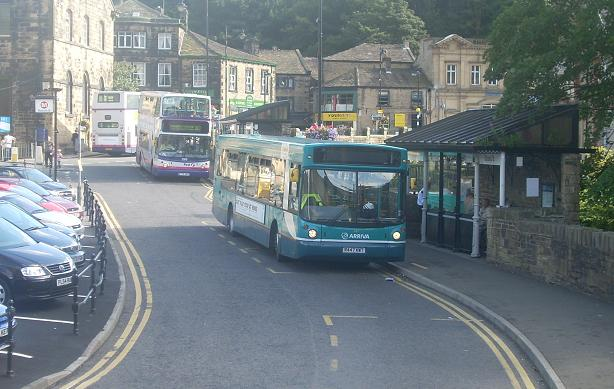
Bushaltestelle in Holmfirth

Die Bushaltestelle von Holmfirth liegt nahe dem Stadtzentrum und wird regelmäßig von verschiedenen Buslinien zu den Dörfern in der Nachbarschaft sowie zum Bahnhof von Huddersfield bedient. Des Weiteren gibt es Buslinien nach Barnsley, Sheffield und Wakefield über Denby Dale und Penistone. Der Großteil der Busverbindungen wird von First Calderdale & Huddersfield betrieben. An Wochenenden und Feiertagen fährt ein Bus nach Glossop in Derbyshire.

## Kultur
Die Holmfirth Choral Society veranstaltet regelmäßig klassische Chorkonzerte in der Stadthalle. Das Holme Valley Orchester tritt ebenfalls zu verschiedenen Gelegenheiten auf. Der Ort wird besonders mit einem eher ungewöhnlichen volkstümlichen Musikstück, bekannt als Holmfirth Anthem in Verbindung gebracht. Im Mai wird alljährlich das Festival of Folk veranstaltet. Auf dem Festival treten viele Folk-Music- und Folk-Dance-Gruppen aus dem ganzen Land auf diversen Bühnen im ganzen Ort auf.
Das ehemalige Kino der Stadt, das Picturedrome, das 1912 unter dem Namen Valley Theatre eröffnet wurde, wird heute als Veranstaltungsort für Livekonzerte genutzt. Verschiedene Größen der internationalen Musikszene wie Adam Ant, Bad Manners, Buzzcocks, Evile, Fish, Half Man Half Biscuit, Hawkwind, John Martyn, Ocean Colour Scene, Red Hot Chili Peppers, Ron Sexsmith, Saxon, Suzi Quatro und Beat hatten hier Auftritte.
Die alljährlich im Juli in der Stadthalle veranstaltete Holmfirth Art Week sammelt Spenden für eine der größten britischen Krebsstiftungen, die Macmillan Cancer Relief.
Des Weiteren findet jedes Jahr der Holme Valley Brass Band Wettbewerb in der Stadthalle statt.

## Persönlichkeiten
- Roland Boyes (1937–2006), Politiker
- David May (* 1951), Informatiker, Hochschullehrer
- Colin Devey (* 1961), britisch-deutscher Geologe und Vulkanologe
- Gabriel Cullaigh (* 1996), Radsportler

## Umliegende Dörfer
Holmfirth ist eine eigenständige Gemeinde etwa elf Kilometer von der nächsten größeren Stadt Huddersfield entfernt. Während der Kernort selbst relativ klein ist, ist er von vielen Dörfern und Weilern umgeben. Die benachbarten Ansiedlungen werden häufig zusammengefasst als Holmfirth bezeichnet. Dazu gehören Austonley, Arrunden, Burnlee, Cinderhills, Cliff, Deanhouse, Netherthong, Gull<, Flushhouse, Hade Edge, Thongsbridge, Upperthong und Washpit. Viele davon liegen im Cartworth Moor. Weitere Dörfer und Weiler in der Post town von Holmfirth sind Brockholes, Fulstone, Jackson Bridge, Hepworth, Holme, Holmbridge, Honley, Meltham, Netherthong, New Mill, Scholes, Totties, Shepley, Thongsbridge, Upperthong, Longley, Hade Edge, Underbank und Wooldale.